# Johann Philipp Palm

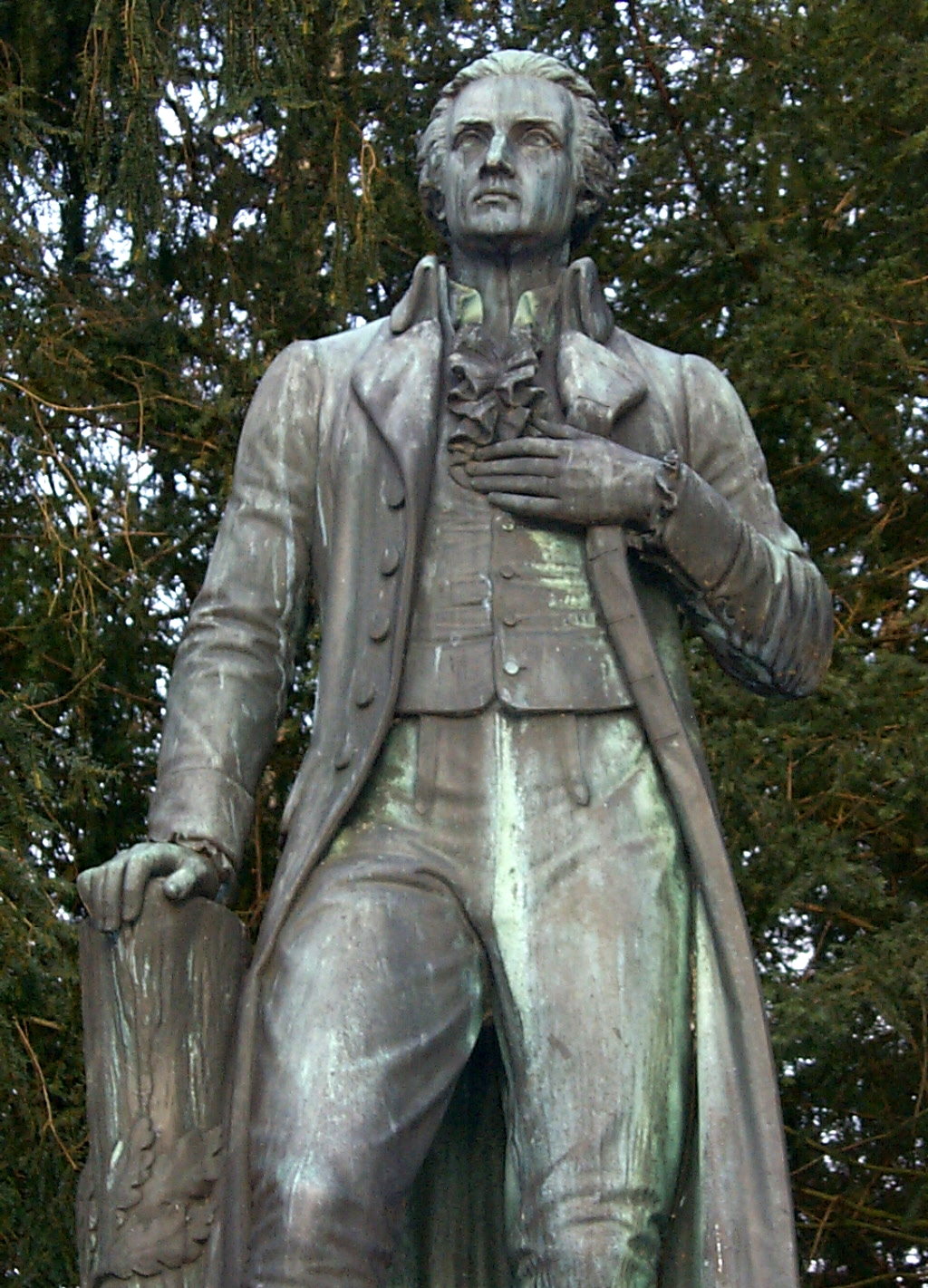
Estatua de Palm en Braunau hecha por Konrad Knoll (1866).

Johann Philipp Palm, también llamado Johannes Philipp Palm (17 de diciembre de 1768 - 26 de agosto de 1806), fue un librero alemán ejecutado durante las guerras napoleónicas.

## Biografía
Nació en Schorndorf, Wurtemberg. Después de haber sido en Erlangen aprendiz de su tío, el editor Johann Jakob Palm (1750-1826), se casó con la hija del librero Stein en Núremberg, lo que tras un tiempo lo convirtió en propietario del negocio de su suegro.
En la primavera de 1806, la editorial Stein envió al establecimiento de venta de Stage, Augsburgo, un panfleto (presumiblemente escrito por Philipp Christian Yelin en Ansbach) titulado Deutschland in seiner tiefen Erniedrigung ("Alemania en su profunda humillación"), que atacaba con fuerza al emperador Napoleón Bonaparte y el comportamiento de las tropas francesas en Baviera. Al enterarse del violento ataque retórico a su régimen y no poder descubrir al autor real, Napoleón mandó arrestar a Palm para entregarlo a una comisión militar en Braunau, en la frontera entre Austria y Baviera, con instrucciones perentorias de juzgar al prisionero y ejecutarlo en veinticuatro horas. Se negó a Palm el derecho a defenderse de sus acusaciones, y tras una farsa de juicio el 25 de agosto del mismo año, fue fusilado al día siguiente sin haber revelado el nombre del autor del panfleto.

## Reconocimiento

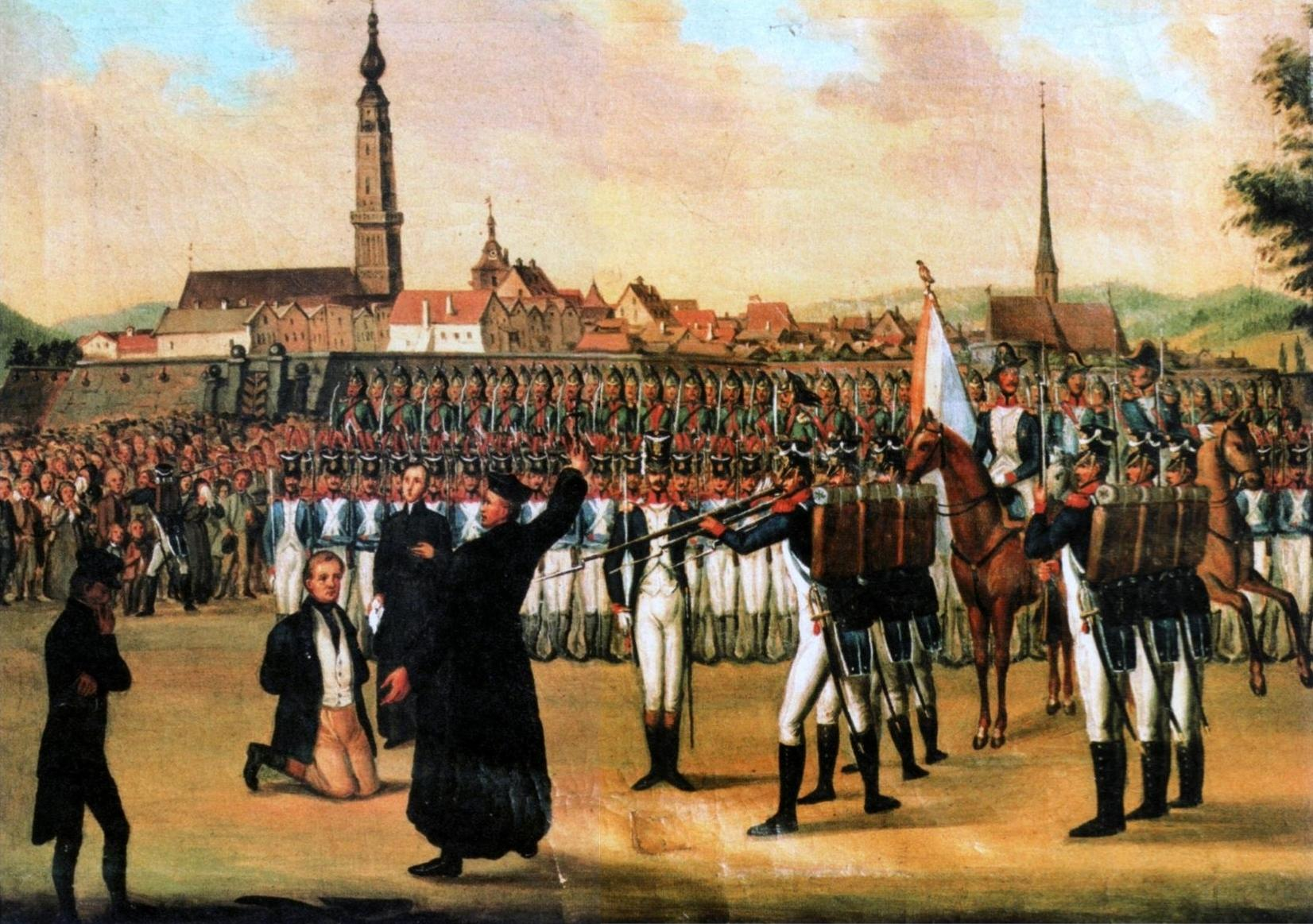
Fusilamiento de Johann Philipp Palm.

En 1866 se erigió en el pueblo de Braunau am Inn una estatua de bronce a tamaño natural en su memoria y al centenario de su muerte se celebraron numerosos mítines patrióticos en toda Baviera. Desde 2002 una fundación privada de Schorndorf otorga el premio Johann Philipp Palm a aquellos que luchan por la libertad de expresión y de prensa.
Fue a Palm a quien se refería el poeta Thomas Campbell cuando dio su famoso (y posiblemente apócrifo) brindis por Napoleón en una velada literaria. Al causar esto un gran revuelo, admitió que Bonaparte era un tirano y un enemigo de su país: "¡Pero señores! Él una vez fusiló a un editor".
Johann Philipp Palm es mencionado brevemente en Mi lucha, la autobiografía de Adolf Hitler, en la primera página del libro. Hitler escribe que "Hoy considero un buen augurio que el Destino haya designado a Braunau-am-Inn como mi lugar de nacimiento, ya que esta pequeña ciudad está en la frontera entre esos dos estados alemanes..."  Después (pero todavía en la primera página), se menciona por su nombre a Palm, a quien se refiere como un "nacionalista inquebrantable y enemigo de los franceses, condenado a muerte por amar a Alemania incluso en su desgracia", Hitler compara a su muerte con la de Leo Schlageter, quien también había sido ejecutado por los franceses tras haber sido delatado a ellos.

### Laureados con el premio Johann Philipp Palm
- 2002: Sihem Bensedrine ( Túnez) y Christian Führer ( Alemania).
- 2004: Serguéi Duvanov ( Kazajistán) y Jamila Mujahed ( Afganistán).
- 2006: Pap Saine, The Point ( Gambia) y Asya Tretyuk ( Bielorrusia).
- 2008: Seyran Ateş ( Alemania) y Itai Mushekwe ( Zimbabue).
- 2010: Mahboubeh Abbasgholizadeh ( Irán) y Pedro Matías Arrazola ( México).
- 2012: Alaa al-Aswani ( Egipto) y Hrant Dink ( Turquía).